# Truman Dagnus Locheed Park
Truman Dagnus Locheed Park är en park i Kanada.   Den ligger i provinsen British Columbia, i den södra delen av landet, 3 300 km väster om huvudstaden Ottawa. Truman Dagnus Locheed Park ligger 658 meter över havet. Den ligger vid sjön Okanagan Lake.
Terrängen runt Truman Dagnus Locheed Park är huvudsakligen kuperad, men åt sydost är den bergig. Närmaste större samhälle är Vernon, 8,8 km nordost om Truman Dagnus Locheed Park. 
I omgivningarna runt Truman Dagnus Locheed Park växer i huvudsak barrskog. Runt Truman Dagnus Locheed Park är det ganska glesbefolkat, med 34 invånare per kvadratkilometer.